# شانگ یانگ
شانگ یانگ (انگلیسی: Shang Yang؛ ۱ ژانویه پ.م۳۹۰ – -پ.م۳۳۷) یک دولت‌مرد، و فیلسوف ، و فرمانده نظامی اهل ایالت وی بود. او در دروان ایالت های متخاصم زندگی میکرد.

## افکار
شانگ که به ارباب شانگ معروف بود را می توان معادل چینی توماس هابز دانست. وی یکی از نخستین متفکران مکتب قانون در فلسفه باستان چین است. اندیشه ای که بهروزی کشور را بر بهروزی فردی مردم ترجیح میداد و منشا مشکلات را نبود دولتی قدرتمند می دانست.
وی موفق به اجرای نظرات خود در سرزمین زادگاهش نشد و به ایالت شرقی چین کوچ کرد. در آنجا توانست به دستگاه سیاسی پیوسته و نظراتش توسط حکومت ایالت پذیرفته و اجرا شد. بیشتر رفرم های ارباب شانگ مربوط به افزایش توان نظامی و بهبود کشاورزی میشد. او با تجارت و کسب و کارهای دیگر موافق نبود. همچنین افزایش مراودات تجاری و ثروتمند شدن مردم را سبب کاهش میل آنها به کشاورزی، فقیر شدن اربابان و در نهایت ضعف حکومت میدانست.
وی در چپتر چهارم از کتاب خود میگوید :
اگر کشوری قوی باشد اما جنگ برپا نکند، گویی به زهر آلوده شده. اگر مشغولیت های انگلی مانند مراسم ها و موسیقی ها گسترش یابد قلمرو از دست خواهد رفت . اما اگر کشور به دنبال جنگ باشد، آنگاه زهری که میان مردمان است به سرزمین دشمن منتقل میشود و بدون وجود اعمال انگلی مانند مصرف ، تجمل گرایی ، زیاده روی ، جاه طلبی و ماجراجویی و بدون وجود مراسم ها و موسیقی سرزمین نیرومند میشود . ارتقا دادن به افرادی که سخت کار می کنند و کسانی که دست آوردی دارند (برای دولت) این نیرومندی خواهد بود . اما اگر بگذاریم آن عملکرد های انگلی رشد یابند ، آنگاه ضعف ظهور خواهد کرد . وقتی تعداد بازرگانان بیش از کشاورزان شود هم ارباب ها فقیر میشوند هم در آخر خود بازرگان و کشاورز فقیر میشود و در نهایت کشور که فقیر شده است از دست میرود.
ارباب شانگ در سال 341 پیش از میلاد رهبری نیروهای نظامی ایالت چین را در جنگ علیه ایالت وی (زادگاهش) بر عهده داشت و توانست موفقیت های چشمگیری از جمله فتح 15 شهر را به دست آورد. وی در سال 338 پیش از میلاد درگذشت. این سال همزمان با تاج گذاری داریوش سوم آخرین شاه هخامنشی است.
1. ↑  راه باریک آزادی ، عجم اوغلو ، ص 259
2. ↑  The book of lord shang (2013) , Wei Yang
3. ↑  The Book of Lord Shang, Wei Yang, Chapter 4
4. ↑  Bamboo Annals Ancient Text, Records of Wei

- مشارکت‌کنندگان ویکی‌پدیا. «Shang Yang». در دانشنامهٔ ویکی‌پدیای انگلیسی، بازبینی‌شده در ۸ ژانویه ۲۰۱۶.
- «Shang_Yang». دریافت‌شده در ۸ ژانویه ۲۰۱۶.[پیوند مرده]